# Turistická značená trasa 4334
Turistická značená trasa 4334 je 7 kilometrů dlouhá zeleně značená turistická trasa Klubu českých turistů v okrese Rychnov nad Kněžnou spojující Potštejn s Hájkem. Počáteční úsek trasy se nachází na území Přírodního parku Orlice. Jejím převažujícím směrem je směr jižní.

## Průběh trasy
Počátek trasy se nachází u potštejnského vlakového nádraží na trati Týniště nad Orlicí - Letohrad. Kromě ní je odsud výchozí i modře značená trasa 1878 obsluhující okolí samotného Potštejna. Trasa 4334 vede do centra obce, kde se nachází turistický uzel, ze kterého lze využít červeně značené trasy 0418 do Javornice, 0419 do Kostelce nad Orlicí nebo do Litic nad Orlicí, žlutě značené trasy 7265 do České Rybné nebo Kostelce nad Orlicí. Zároveň je zde ukončena i výše zmíněná trasa 1878. S ní vede trasa 4334 v souběhu proti proudu Divoké Orlice do údolí pod hradním kopcem Potštejna, kde souběh končí. Trasa pokračuje údolím do lokality Vochtánka, kde se nachází rozcestí se zde výchozí žlutě značenou trasou 7283 vedoucí k samotnému hradu. Trasa zde přechází řeku a pokračuje jižním směrem do Modlivého dolu a dále bočním údolím stoupá na rozcestí opět se žlutě značenou trasou 7265, se kterou vede v souběhu lesem do Polomu. V centru obce souběh končí a zároveň je zde výchozí modře značená trasa 1884 na poutní místo Homole. Trasa 4334 vede dále k jihovýchodu polní cestou nad osadu Hájek, do které za pomoci lesní cesty sestupuje a končí na rozcestí se zde navazující zeleně značenou trasou 4238 do Brandýsa nad Orlicí a rovněž výchozí žlutě značenou trasou 7266 do Chocně.

## Historie
- Trasa 4334 byla dříve úvodním úsekem trasy 4238, u které došlo k rozdělení.
- Do Hájku sestupovala trasa dříve příměji po dnes již neexistující lesní pěšině a nezacházela si na rozcestí lesních cest severovýchodně od osady.[5]

## Turistické zajímavosti na trase
- Kostel svatého Vavřince v Potštejně
- Zámek Potštejn
- Pomník T. G. Masaryka v Potštejně
- Modlivý důl
- Vyhlídkové místo nad Polomem
- Lovecký zámeček Hájek